# Gustaf Olsson i Håskesta
Gustaf Olsson (i riksdagen kallad Olsson i Håskesta), född 26 januari 1819 i Säby församling, Västmanlands län, död där 27 januari 1896, var en svensk lantbrukare och politiker. Han företrädde bondeståndet i Snevringe härad vid ståndsriksdagen 1865–1866.

## Riksdagsuppdrag 1865/66
- Suppleant i statsutskottet.
- Ledamot i bondeståndets enskilda besvärsutskott.
- Ledamot i förstärkta allmänna besvärs- och ekonomiutskottet.
- Ledamot i förstärkta lagutskottet.